# Anatolij Kulikow
Anatolij Kulikow (ros. Анатолий Сергеевич Куликов; ur. 4 września 1946) – radziecki i rosyjski dowódca wojskowy, generał armii Sił Zbrojnych Federacji Rosyjskiej, członek RSMD.

## Życiorys
Ukończył Ordżonikidzką Wyższą Ogólnowojskową Szkołę Dowódczą Wojsk Wewnętrznych Ministerstwa Spraw Wewnętrznych ZSRR, Akademię Wojskową im. Michaiła Frunzego, Wojskową Akademię Sztabu Generalnego Sił Zbrojnych ZSRR im. K.J. Woroszyłowa; doktor nauk ekonomicznych.
Pełnił służbę w wojskach wewnętrznych Ministerstwa Spraw Wewnętrznych na wszystkich stanowiskach od dowódcy plutonu do dowódcy wojsk. Uczestniczył w działaniach na terenie katastrofy w elektrowni atomowej w Czarnobylu.
W latach 1990–1992 był szefem Wydziału Wojsk Wewnętrznych Ministerstwa Spraw Wewnętrznych ds. Północnego Kaukazu i Zakaukazia. Od lutego do lipca 1995 brał udział w działaniach na terenie Republiki Czeczenii i Kaukazu Północnego. 
Od lipca 1995 - Minister Spraw Wewnętrznych Federacji Rosyjskiej; od lutego 1997 - wicepremier Federacji Rosyjskiej - minister spraw wewnętrznych Federacji Rosyjskiej. 
Był członkiem Rady Obrony Federacji Rosyjskiej i Rady Bezpieczeństwa Federacji Rosyjskiej.
Od 1999 - Przewodniczący Komitetu Organizacyjnego ds. Utworzenia Światowego Forum Zwalczania Przestępczości i Terroryzmu - międzynarodowej organizacji pozarządowej, od 2001 - przewodniczący jej Zarządu.
Poseł do Dumy Państwowej Federacji Rosyjskiej trzeciego (2000-2003) i czwartego (2004-2007) zjazdu. Członek Rady Ekspertów Organizacji Układu o Bezpieczeństwie Zbiorowym. Prezydent Klubu Liderów Wojskowych Federacji Rosyjskiej.
Autor kilku książek oraz ponad 280 artykułów i publikacji naukowych. Posiada nagrody państwowe i tytuły honorowe.
Od 2006 w rezerwie.